# 韓上
韓上（1582年—？），號景室，河南河南府盧氏縣人。

## 生平
萬曆壬午三月十二日生。万历三十七年（1609年）己酉科河南乡试举人，四十一年（1613年）癸丑科三甲一百二十二名進士，吏部觀政，未任官卒。

## 家族
曾祖韓璿，訓導。祖韓楨，教官。父韓國士，庠生。
妻亢氏，夫死，坚贞苦节，顾子存生，巡按梁匾其门曰“矢志和熊”。
孙女韩氏，邑庠生常震之妻，赋性清淑，颇识文字，治家严肃，虽甑口细务，俱有条理。布衣粝食，常念物力维艰，淳淳训诫相夫子。拯急救苦，全活甚众。以继先人之志，课督子弟。时值烽烟流离，而诵读之声不辍。子伯让、仲让等六人成名者五人，孫廷璟、廷珄等二十一人，曾孙基、湛等二十七人，及见玄孙怀仁、家骍二人，高寿九十有九，邑令旌其门曰：“德寿並茂”。